# Papaya Films
Papaya Films – polska firma branży produkcji wideo. Założona w 2006 roku przez Kacpra Sawickiego i Pawła Bondarowicza. Działa w Polsce, Wielkiej Brytanii, Portugalii i USA. Zajmuje się produkcją reklam, contentu, teledysków, filmów i czołówek do filmów i seriali, oprawy do gier komputerowych, live sessions oraz sesji zdjęciowych dla agencji reklamowych i klientów bezpośrednich.
Reprezentuje kilkudziesięciu reżyserów, autorów zdjęć i fotografów w Polsce i na świecie, w ramach własnego impresariatu. Jest inicjatorem konkursu Papaya Young Directors, umożliwiającego rozpoczęcie kariery w reklamie, a także Papaya Films Academy – programu edukacyjnego z kursami prowadzonymi przez autorytety filmowo-reklamowe.
Realizowali produkcje w 32 krajach, zdobyli 84 nagrody branżowe, w tym pięć tytułów Domu Produkcyjnego Roku KTR, w latach 2012, 2016, 2017, 2018 i 2019(Polska), Grand Prix, Tytanowego, Srebrnego i trzy Brązowe Lwy na Cannes Lions Festival (Francja) oraz nagrodę SHOTS(Anglia).
Papaya Films jest wydawcą portalu Papaya.Rocks – pierwszego filmowo-lifestyle’owego portalu internetowego w Polsce.

## Produkcja

### Reklamy
Papaya Films jest odpowiedzialne za reklamy m.in. dla:
- Estée Lauder[15]
- T-Mobile
- Porsche
- Netflix
- Vodafone
- Deliveroo
- VANS
- Mazda
- Mercedes
- Samsung
- Lurpak
- Toyota
- Jaguar
- Durex
- Decathlon
- Pepsi
- Jacobs
- Huawei
- McDonald's
- Volkswagen
- ING Bank Śląski
- Coca Cola

### Teledyski
m.in.:
- Dawid Podsiadło „Trofea”
- Quebonafide feat. Daria Zawiało "Bubble Tea"
- Schafter feat. Taco Hemingway "Bigos"
- Tahir "Get Mine"
- Sokół "Chcemy być wyżej"
- Bitamina feat. Dawid Podsiadło "Nikt"
- Jamal "Defto"
- Mary Komasa "Degenerate Love"
- The Dumplings "Bez słów"
- Kamp! "Wiedziałem, że tak będzie"
- Aitch "Make it shake"
- Mikill Pane "My Legacy"
- Ed Is Dead "Spend some time"
- Kam-bu "Different"
- Yola Recoba "Wicked Game"
- Mastermind "Wave Time"
- Ric Flo "The Revolt"
- MYKL "The Highest"
- PRO8L3M - "Nicea"[brak potwierdzenia w źródle]

### Twórcy Papaya Films Warszawa

#### Reżyserzy
- Aleksander Kropidłowski
- Antoni Nykowski
- Bartosz Dombrowski
- Brent Bonacorso
- Daniel Jaroszek
- Felix Umarov
- Filip Bartczak
- Jakub Blank
- Jan Foryś
- Jerzy Dytkiewicz
- Julia Rogowska
- Kamila Tarabura
- Karolina Lewicka
- Łukasz Zabłocki
- Marc Raymond Wilkins
- Marta Kacprzak
- Marysia Makowska
- Roman Valent
- Samuel Bennetts
- Tomasz Knittel
- Torbjorn Martin
- Weronika Ławniczak
- Weronika Tofilska

#### Autorzy Zdjęć
- Kamil Płocki
- Mateusz Kanownik
- Michał Dąbal
- Michał Dymek
- Michał Palikot
- Patryk Kin
- Tomasz Ziółkowski
- Tymoteusz Pieszka

#### Fotografowie
- Daniel Jaroszek
- Małgorzata Popinigis
- Paula Patocka
- Robert Ceranowicz
- Weronika Ławniczak
- Szymon Świętochowski